# L’Arc de Triomphe, Wrapped
L’Arc de Triomphe, Wrapped (pol. Łuk Triumfalny, Opakowany) – tymczasowa instalacja artystyczna Christo i Jeanne-Claude, w której Łuk Triumfalny w Paryżu został na dwa tygodnie całkowicie opakowany w srebrno-niebieski materiał w 2021 roku.

## Historia
Pierwotnie budowla miała zostać opakowana w kwietniu 2020, ale ze względu na pandemię COVID-19 data została przesunięta o ponad rok. Instalację pomiędzy 18 września a 3 października zobaczyło 6 milionów osób. Artysta razem ze swoją żoną Jeanne-Claude pracował nad projektem od 1961. Oboje nie dożyli momentu realizacji.

## Galeria

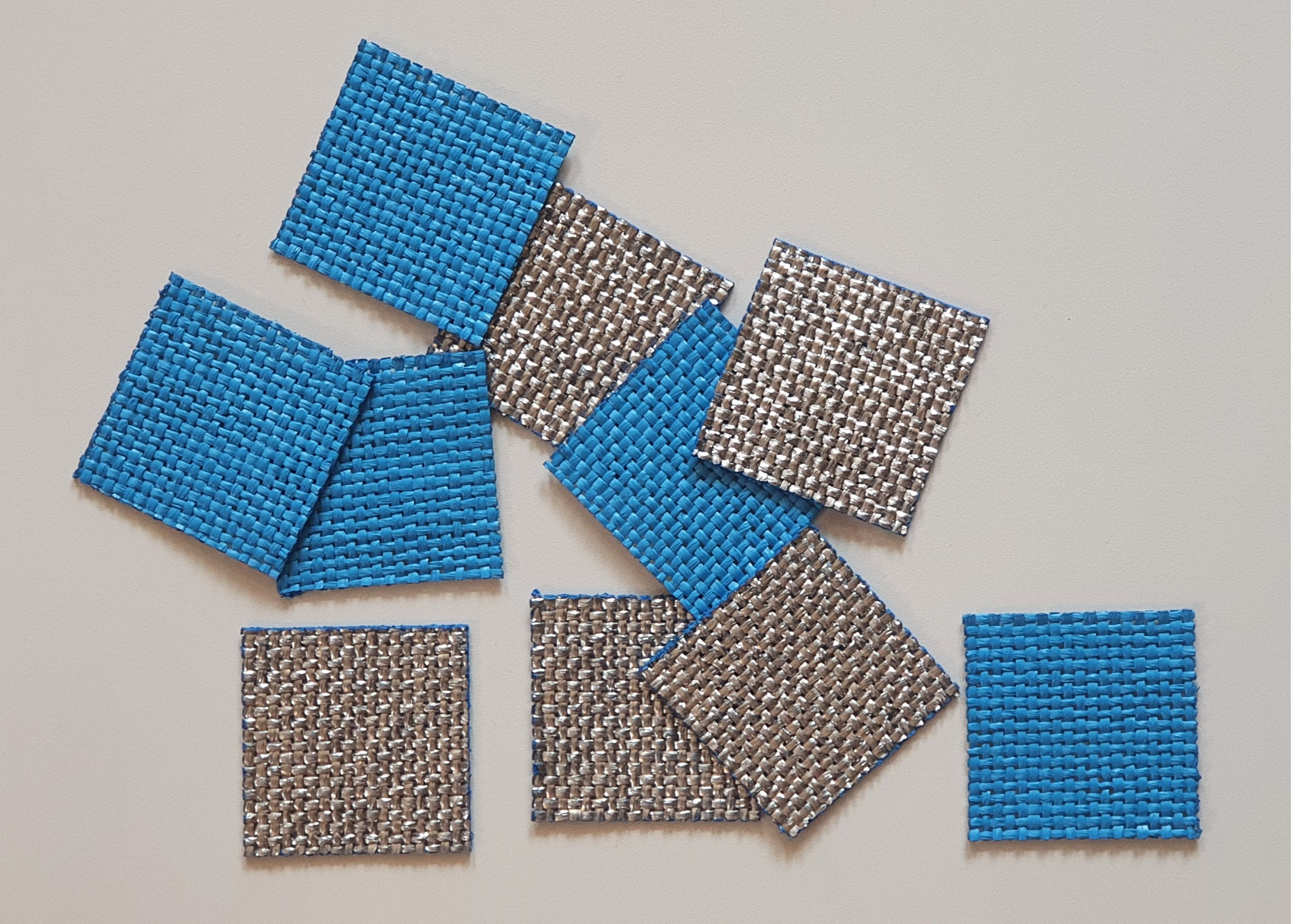
Próbki srebrno-niebieskiego materiału
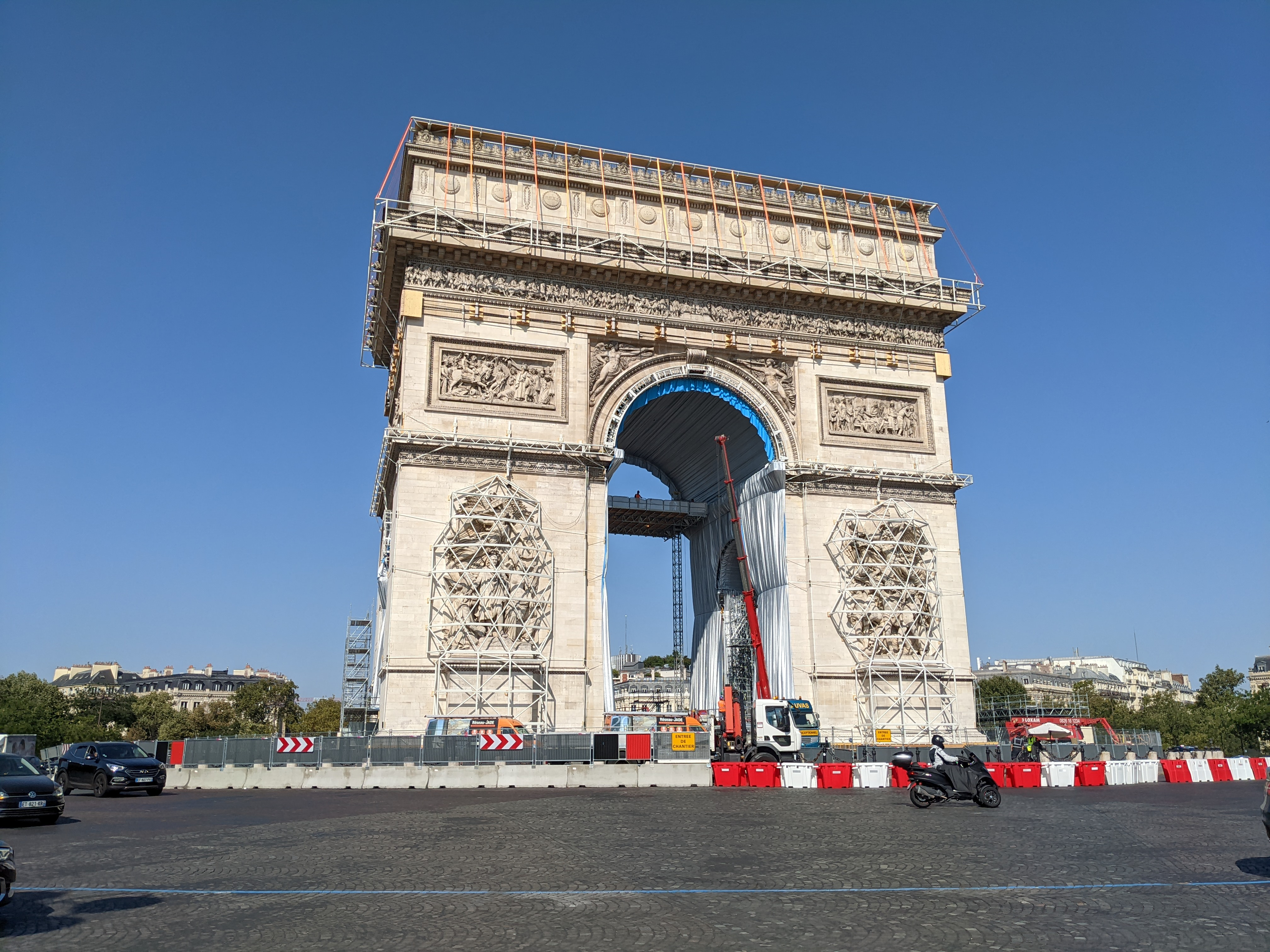
Łuk Triumfalny przygotowywany do opakowania
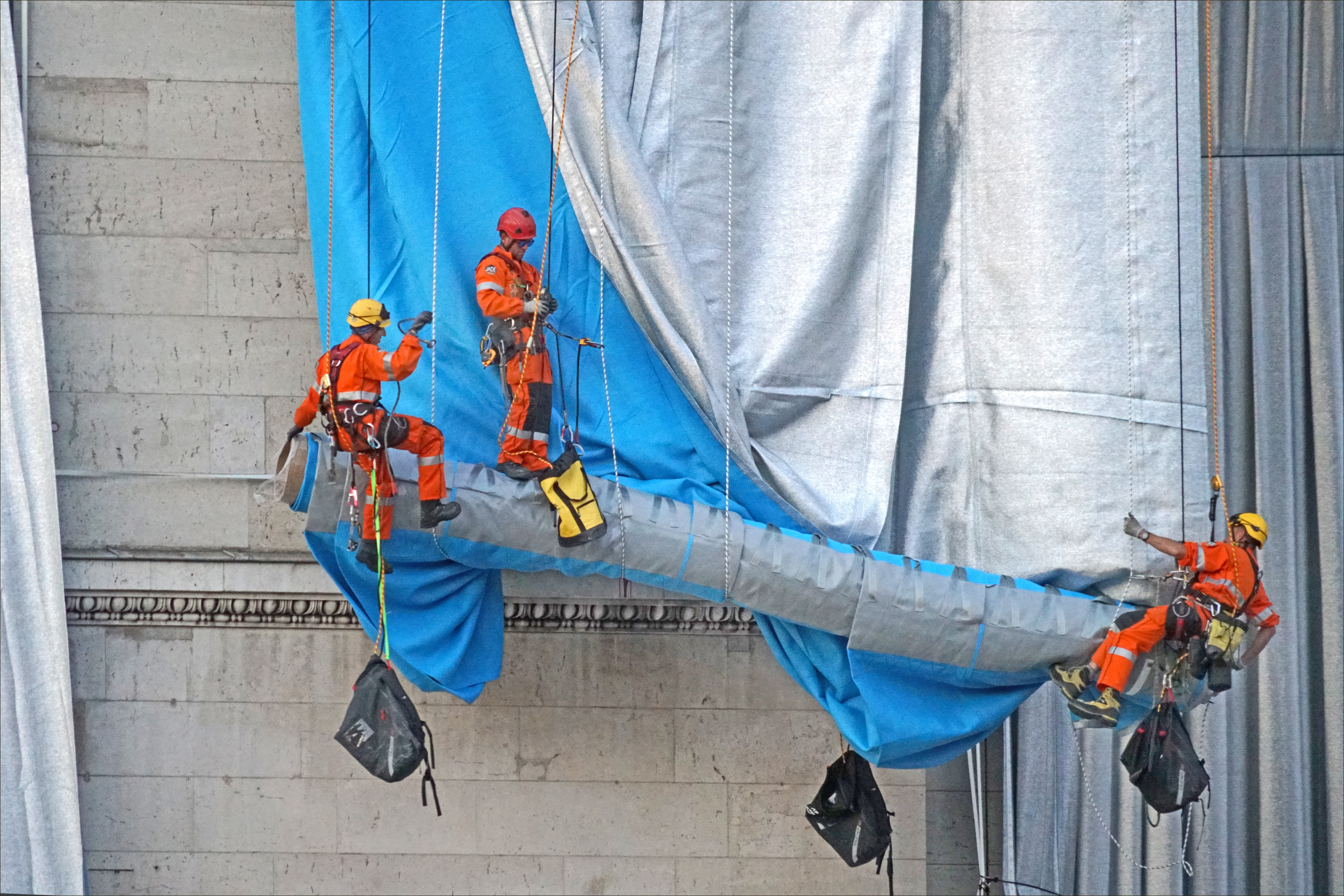
Opakowywanie południowo-zachodniej fasady Łuku Triumfalnego
Opakowany Łuk Triumfalny